# Bílany
Bílany (německy Bilan) jsou místní částí města Kroměříž, dříve samostatná obec a od roku 1976 součást města. K 1.1. 2007 čítaly 96 domů, a 302 obyvatel. Nachází se 3 km východně od Kroměříže na cestě vedoucí do města Hulín. Předsedou osadního výboru je Ing. Roman Apolenář.

## Historie

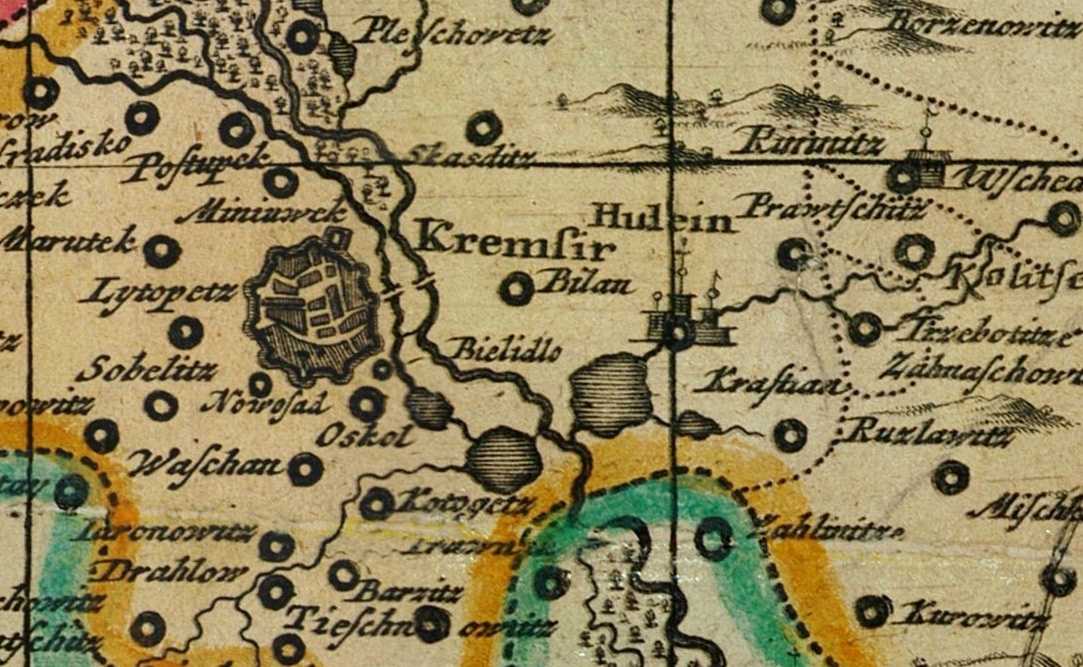
Bílany na Müllerově mapě Moravy (1790)

### Vybraná data
Podle Dějin obce Bílany lze za významné historické milníky v dějinách obce označit:
- 1267: První písemná zmínka o Bílanech je v závěti biskupa Bruna ze Schauenburka sepsané 29. listopadu 1267, kde mimo jiné odkazuje kroměřížské kapitule i vísky biskupské Martinice, Skaštice a Bílany (Belen).
- 1545: udělil biskup Jan XIII. Dubravius vsi Bilany právo „odúmrti“, tedy právo sedláků dědit svěřený statek z otce na syna
- 1619: požár obce („Za rok 1619 za příčinou ohně a za rok 1620 a 1621 za příčinou rebelie žádných verunkových peněz nepokládali“)[4]
- 1747: založil olomoucký biskup kardinál Ferdinand Julius Troyer z Troyersteinu dědičnou rychtu s šenkem, dal ji do držení rychtáři Janu Procházkovi (dnes dům č. p. 40)
- 1770: zavedeno číslování domů
- 1789: (20. února) zřízena škola v obecním domku č. p. 53
- 1866: epidemie cholery
- 1848: (5. července) vyhořela celá vesnice, stavení, stáje i stodoly
- 1851: obec se vykoupila z poddanství arcibiskupství olomouckému a z roboty. Samostatnou obcí zůstala až do roku 1976.[5]

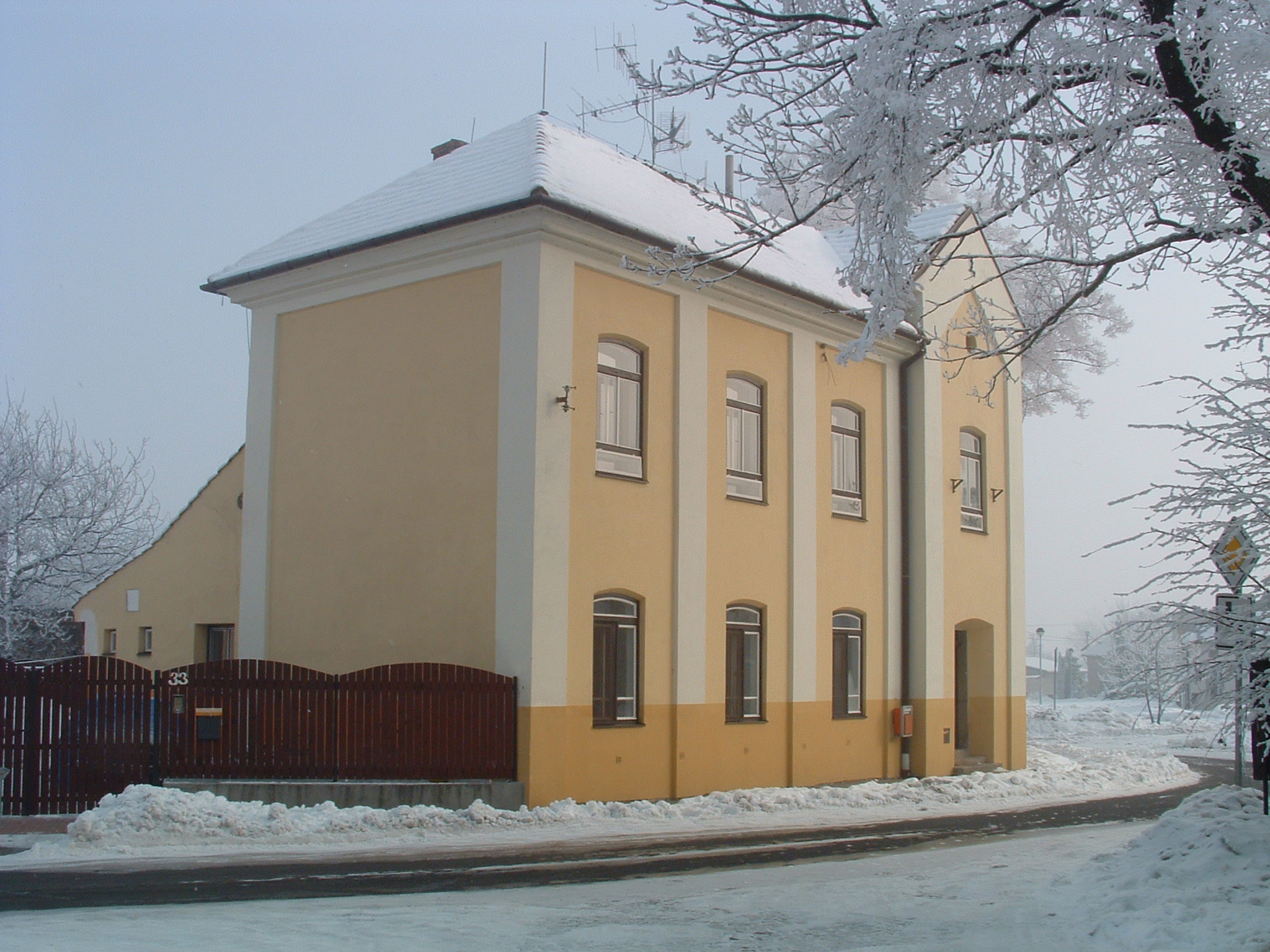
Bílanská škola byla postavena v roce 1860 nákladem obce s využitím fundace Arcibiskupského knížecího statku v Kroměříži. Plány zhotovil arciknížecí stavitel Arnošt Králíček (* 1824). Učil zde v letech 1882–1888 i Josef Úlehla, moravský národní buditel. Dnes se zde nachází obecní knihovna.

- 1868 (9. srpna): požár obce, ušetřen zůstal Bědachov a nová škola.
- 1880–1887: stavba železnice na katastru obce (při stavbě byl nalezen tzv. „bílanský poklad“ – více než 3000 měděných mincovních střížků)[6]
- 1894: založena knihovna členy Čtenářského spolku Svornost (založen 1873)
- 1919: vyhořel Bědachov
- 2008–2010: stavba dálnice D1 na katastru obce[7]

### Vývoj osídlení
V blízkém Hulíně-Višňovcích (cca 5 km od Bílan) byly odkryty nálezy dokládající osídlení z období kultury s moravskou malovanou keramikou datované do období 4500–4000 př. n. l. Archeologické nálezy v katastru obce Bílan dokládají nejstarší osídlení z doby lužické kultury z doby 600–200 let př. n. l. a dále z doby velkomoravské, tedy slovanské osídlení z 6.–8. století n. l. První písemná zmínka o Bílanech se nachází v závěti biskupa Bruna ze Schauenburku z roku 1267. Již v roce 1256 je v darovací listině krále Přemysla Otakara II. zmiňována mimo jiné i ves Lešice. V roce 1290 je ves Lešice zmiňována v pořadí po proudu řeky Moravy hned vedle Bílan a Kajdoš ji ztotožňuje se zaniklou vsí Račice, která se podle archeologických nálezů i místních názvů, doložených Kajdošem (dnes již zaniklé Račicko, Račická cesta) nacházela asi 1 km východně od obce Bílany, v místech křížení Svinského potoka a silnice I. třídy mezi Kroměříží a Hulínem. Název Račice (jinde také Lačice) se nachází poprvé v souvislosti s platbou daně bílanských sedláků v roce 1554, kteří platili daň z lánů na „pustej vsi, slove Račice“. Ze zápisů z gruntovních knih je zřejmé, že katastr Bílan se utvořil splynutím bílanského a části račického území.

### Urbanismus obce

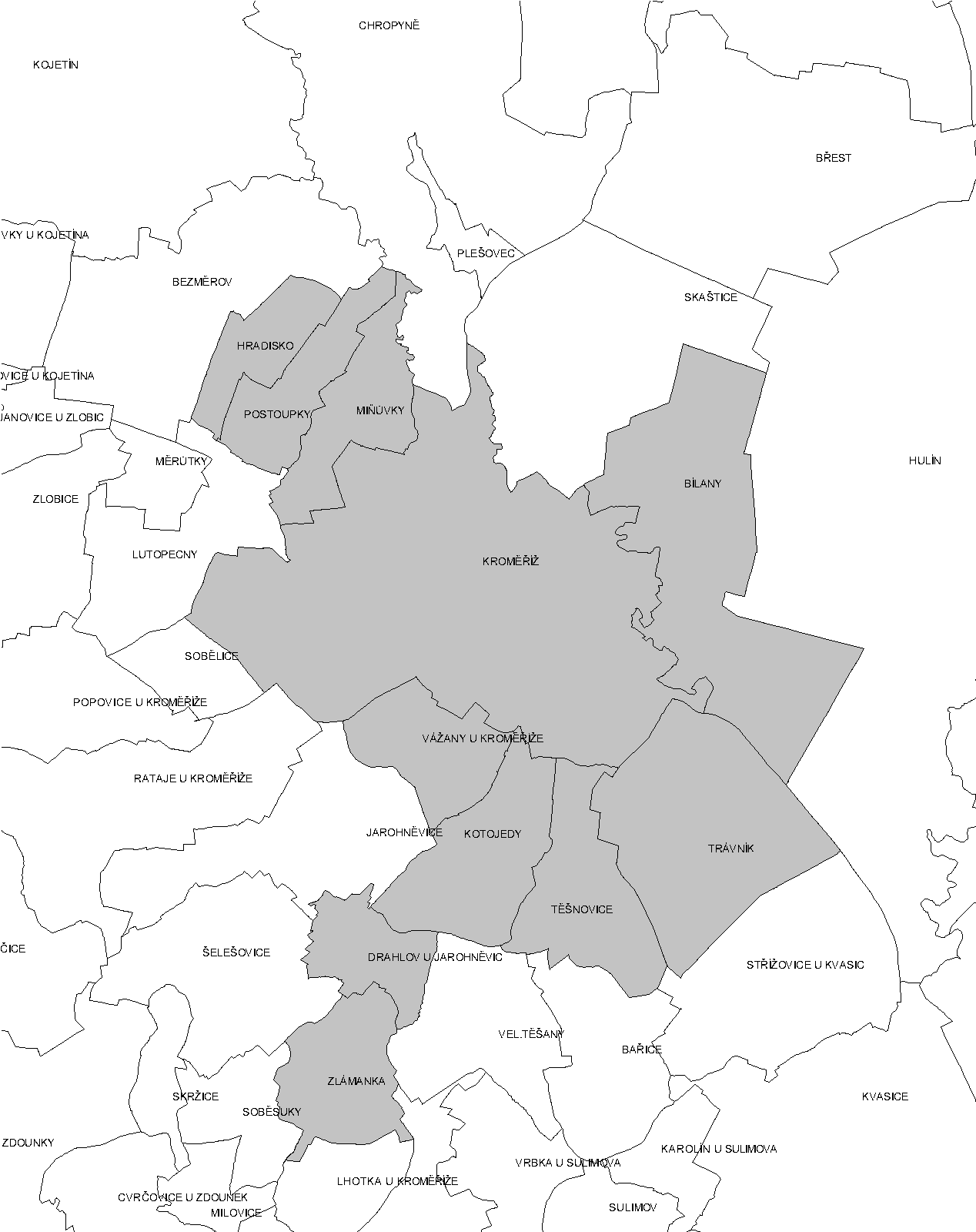
Katastrální území Kroměříže

Bílany jsou situovány jižně od historické cesty z Kroměříže do Hulína (silnice I. třídy č. 47). Původní hlavní spojnice vsi s touto cestou vedla od mostu potoka Stonáče, z jižní strany míjela hostinec a končila před návsí. Pozdější hlavní přístupová cesta do obce přes Padělky se dělila (až za křížením s hlavní silnicí) směrem na Skaštice a směrem na Břest. Neméně důležitým přístupem do vsi byl chodník z Kroměříže, dnešní cyklostezka Kroměříž – Hulín. Přímá cesta do Hulína (tzv. Račická) vedla také z návsi skrze Bědachov a ústila na hlavní cestu poblíž mostu Svinského potoka. Cesta vedoucí na jih (kolem areálu JZD) původně směřovala přes Doubravici až do Záhlinic.
Z pohledu urbanistického se sídelní struktura Bílan sestává ze čtyřech hlavních částí: Dědina, Bědachov, Ježkov a Padělky.

#### Dědina

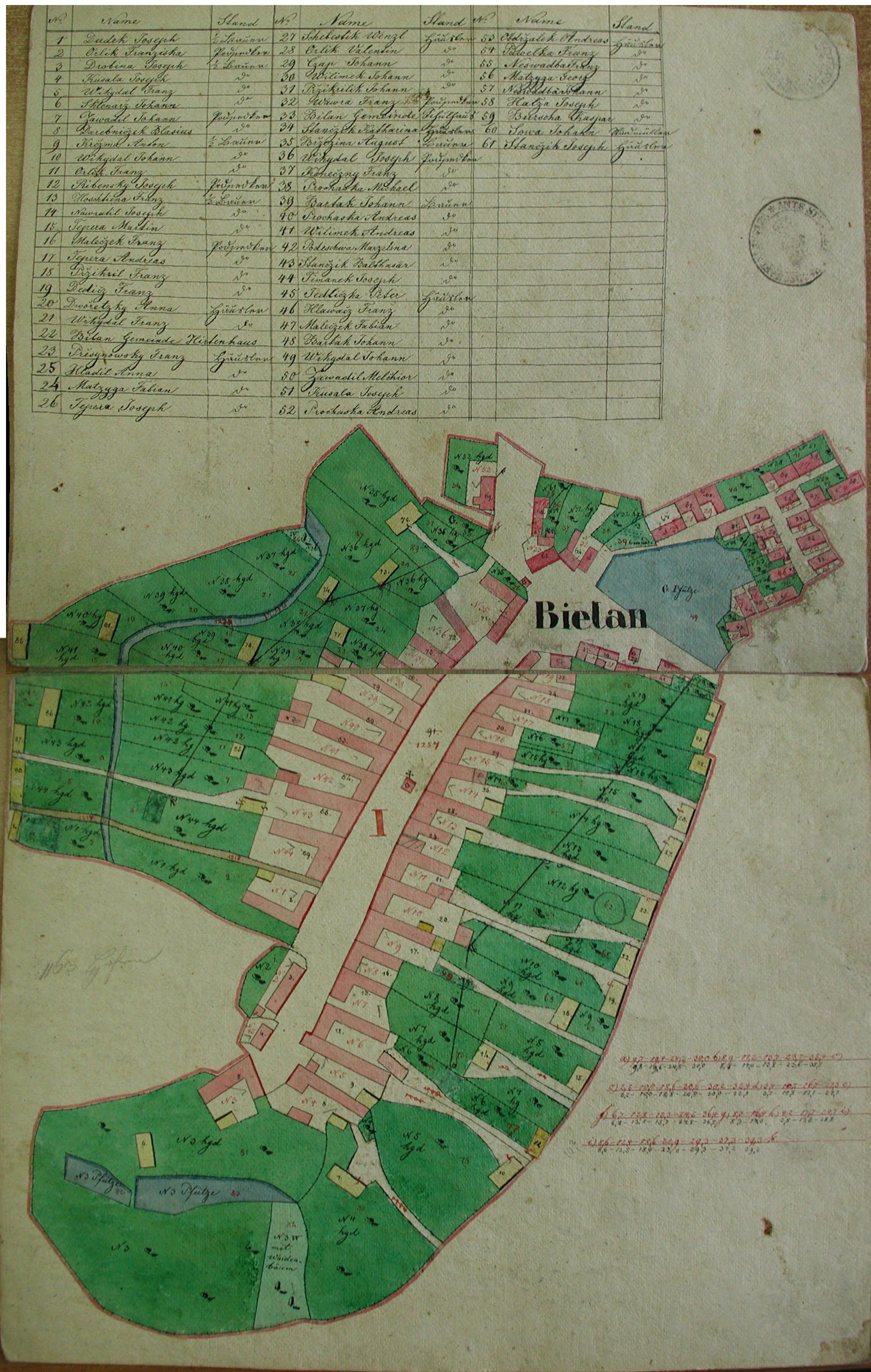
Výřez indikační skici Stabilního katastru (1830) zachycuje obec Bílany před zásadními společenskými změnami a zejména před katastrofálními požáry v letech 1848 a 1868, které změnily zásadně ráz obce.

Dědina je nejstarší a nejkompaktnější částí obce. Dědina je historicky tvořena 29 usedlostmi, ke kterým náležely polnosti k obhospodařování. Poprvé je tento počet písemně zaznamenán v roce 1590 a s drobnými výjimkami je zachován až do počátku 21. století. Dědina má tvar uzavřené ulicovky (ve starší literatuře nazývané „okrouhlice“), ve střední části, kolem „zvonice“ mírně rozšířené v historickou náves. Přístupová cesta do Dědiny vede od SV, ústí zde do prostorné křižovatky několika místních cest. V prostoru u školy stávala dřevěná obecní brána, která zanikla až při požáru v roce 1868. Směrem na sever a západ začaly postupně vyrůstat obecní budovy „za dědinou“ a posléze novější části obce Bědachov a Padělky. Obě strany Dědiny jsou doposud tvořeny povětšinou kompaktní linií domů s okapovou orientací, přičemž osa ulicovky je přibližně ve směru SV – SZ. Za polovinou západní fronty (mezi domy č. p. 1 a č. p. 44) vede z návsi „chodník“ (výhon), vedoucí do Kroměříže. Za výhonem se uliční prostor poměrně náhle zužuje v uzavřený oblouk, který se nazývá „Kót“ (od spisovného „kout“). Právě tuto část, tedy dispozice domů č. p. 1 až 5, považuje Kajdoš za vývojově nejstarší. Zcela jistě ovšem urbanistickou strukturu Dědiny ovlivnily přírodní a geomorfologické podmínky. Ze západu Dědinu obtéká potok Stonáč, který půlí zahrady usedlostí na této straně návsi. Její SZ uzavřená část je jakoby „vsunuta“ hluboko do dříve bažinaté krajiny. Za domem č. p. 2, v místě nejzřetelnějšího zúžení ulice, se rozkládal mokřad, nazývaný „Hráza“, který byl ještě před rokem 1873 napojen na pozůstatky ramen řeky Moravy a zároveň se zde široce rozléval potok Stonáč. Do Hráze ústila až do začátku 20. století návesní stoka, a to po majetkové hranici usedlostí č. p. 1 a 2. Domy č. p. 4 až 7 využívají mírně vyvýšené dispozice vůči okolnímu terénu, která je sice téměř neznatelná, ale v době povodní zásadní. Toto vyvýšení pokračuje daleko do dvorů a do zahrad těchto usedlostí a je ostře zakončeno za humny „Dolinou“, podlouhlou sníženinou, kterou protéká potok Stonáč. V části ulice kolem Výhonu se terén oboustranně opět mírně snižuje, aby se v prostoru u kapličky opět neznatelně zvýšil. Ústí ulice směrem na SZ je opět sníženo. Východní fronta domů (na rozdíl od západní) není řádně vyrovnaná v mírném oblouku, ale v několika místech je zřetelně lomená, případně domy mírně odskakují z řady. Jeví se tedy, že tato strana si zachovala organičtější vývoj, než protější západní strana. Po roce 2005 byl zbourán poslední celohliněný dům č. p. 1 i s kamennou stodolou a jeho široký pozemek byl rozparcelován podél uličky Výhonu na pět stavebních míst, které jsou postupně zastavovány individuální výstavbou.

#### Bědachov
Bědachov se nazývá ta část Bílan, která se začala utvářet kolem obecního rybníka (dnes tzv. „Park“) a dále podél tzv. Račické cesty, od 19. století nazývané „K Větřáku“. Vedla od obecní školy, po západní straně rybníka k obecní pazderně (dům č. p. 28) a dále směrem k Hulínu. Cesta při scelování pozemků zanikla, pozůstatkem je výběžek ulice podél č. p. 27. Chalupy, které v této části postupně vyrůstaly, byly často v majetku obce a byly vystavěny k obecnému prospěchu jako obecní kovárna, pazderna, obydlí pastýře, později škola či hasičská zbrojnice, nebo také vzorový obecní chlév pro chovné býky (tzv. Béčák). Obec zde dále vyčleňovala pozemky pro pozemky chalup, obydlí, ke kterým nenáležely pole; jejich obyvatelé byli často jako bezzemci vystaveni větší chudobě, než hospodařící sedláci, odtud název Bědachov. Nejdříve (před rokem 1775) vyrostly chalupy mezi pozdější požární zbrojnicí a domem č. p. 59. Právě zde bydlel obecní pastýř (č. p. 22), v letech 1793–1860 byla jedním ze zdejších domků první obecní škola. Souběžně s těmito domy vyrostly na opačné straně, u Račické cesty chalupy s čísly popisnými 23 až 36, mimo jiné obecní kovárna (č. p. 27) a obecní pazderna (č. p. 28). Až po roce 1800 byly pro zástavbu vyčleněny další pozemky za rybníkem a dala tak vzniknout ulici zvané „Okálová“ vystavěné od „Parku“ směrem k Hulínu. Na konci této ulice obec postavila větrný mlýn, tzv. Větřák, který byl spuštěn v roce 1808 a stržen 1929. Nejstarší stavební činnost podél této cesty se datuje do let 1859 (č. p. 63), 1877–1887 (č. p. 64 až 69) a do roku 1919 byla postavena čísla popisná 70 až 76. Výstavba rostla ve dvou blocích štíty spojených domů (okapové orientace) po obou stranách cesty. V 70. letech 20. století pak vyrostla po jižní straně řada typových domů okál, na které postupně navazuje individuální zástavba zbývajících volných parcel přiléhajících k cestě. Jižně od části obce Bědachov vyrostl v 60. letech 20. století areál Jednotného zemědělského družstva (JZD) Bílany. Po roce 1989 se postupně přetransformoval do smíšené zemědělsko-podnikatelské zóny. Pro účely tohoto areálu byla vybudována v 80. letech 20. století nová příjezdová cesta do obce ze silnice Hulín – Kroměříž, která obchází zástavbu Bílan z východní strany a ukončuje stávající zastavěné části Bědachov a Ježkov.

#### Padělky
Padělky začaly být zastavovány po pozemkové reformě a scelení pozemků v první čtvrtině 20. století. Název nesou po polní trati, jejímž zastavěním vznikly. Uliční fronta domů sleduje příjezdovou cestu do obce. Zástavba byla vetknuta mezi dva větší obecní pozemky – školní zahradu na západní straně cesty blíže k Dědině a hřbitov na východní straně na samém konci cesty u silnice. Školní zahrada (dnes hřiště) byla vytyčena pro účely letní tělocvičny a školního sadu v roce 1887 a původně zde měla stát nová budova školy. Hřbitov byl zbudován a vysvěcen v roce 1900. První domy Na Padělkách byly postaveny v roce 1919, kdy pro první dva si majitelé přenesli čísla popisná z Bědachova (č. p. 56 a 48). Začala tak ve směru od Dědiny k silnici Kroměříž – Hulín vznikat západní štíty spojená fronta ulice, která se v dnešní podobě ustálila do roku 1950, jak je patrno z leteckých snímků. Zástavba východní části ulice se začala postupně utvářet nejprve v úseku proti školní zahradě – hřišti (domy čísel popisných 86 až 89), a to od 70. let 20. století. Poslední fází rozvoje byla výstavba na počátku 21. století, kdy byla dokončena východní řada domů směrem ke hřbitovu.

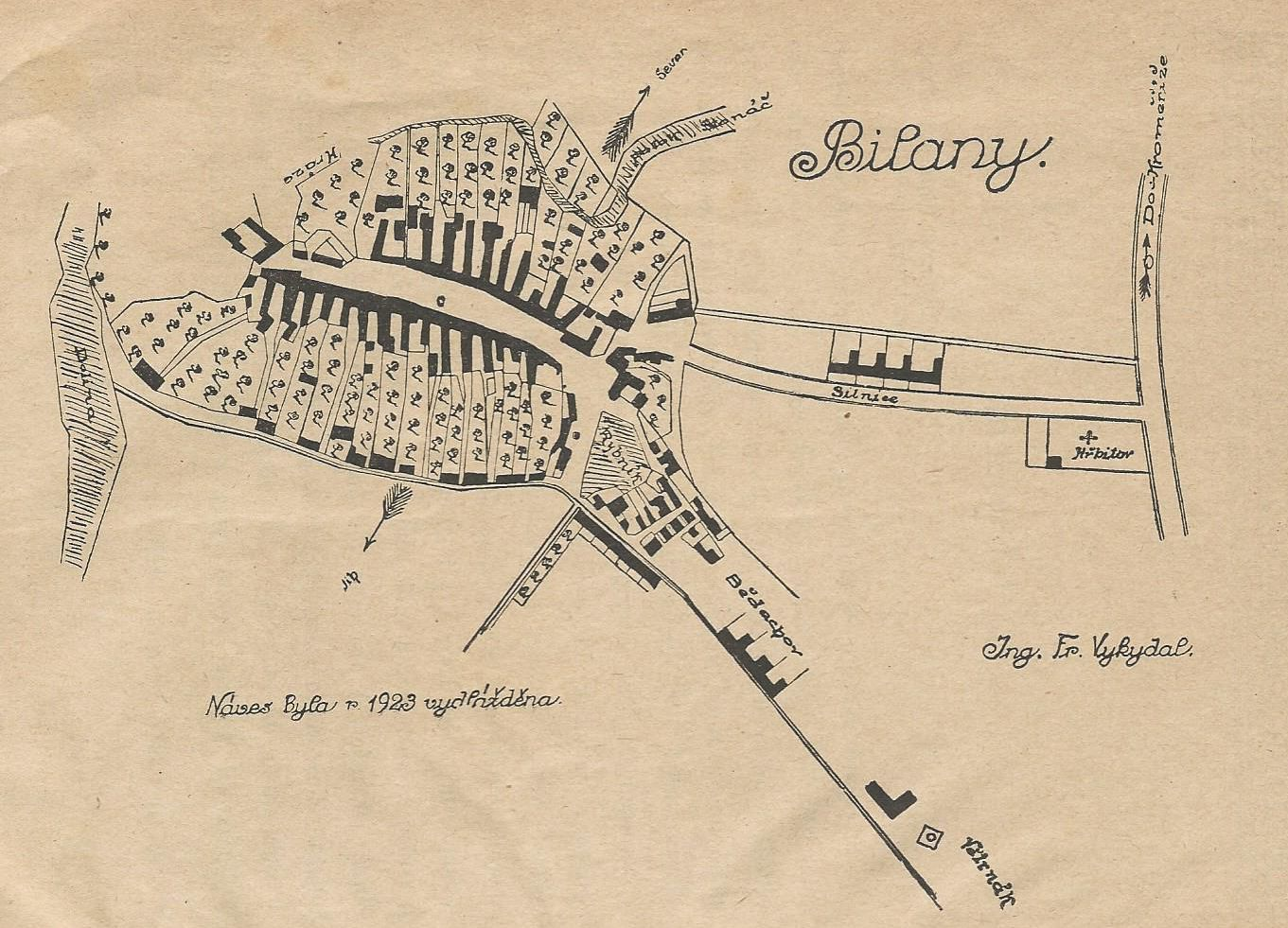
Plán obce zachycuje stav zástavby Bílan před rokem 1924. Je zde zachycen stav částí obce Dědina (náves), Bědachov i první fáze výstavby Padělek při přístupové silnici do obce. Na samém konci Bědachova je značkou zaznamenán větrný mlýn (tzv. Větřák, v plánu „Větrnák“). V plánu ještě není vytyčena cesta, podél které postupně vznikla ulice Ježkov.

#### Ježkov
Podobně jako Padělky i tato ulice mohla vzniknout až po pozemkové reformě a přeparcelaci katastru obce ve 20. století. U nově vzniklé polní cesty vedoucí od obecní hospody, za zahradami domů na Bědachově, zezadu k zaniklému „Větřáku“ ovšem vyrostla do roku 1950 pouze jedna chalupa (č. p. 66). V této chalupě žil také pan Ladislav Nesvadba, kterému se přezdívalo „Ježek“, proto se tomuto koutu obce začalo říkat Ježkov. Další zástavba na sebe nechala čekat opět až do 70. let 20. století, kdy po straně od Padělek vyrostly dva domy typu šumperák. Zástavba této ulice pokračovala výstavbou dvou dvoudomů v 80. letech 20. století po straně od Bědachova a pak pokračovala od 90. let 20. století individuální zástavbou po severní straně až téměř k bývalému Větřáku.

### Charakteristika zemědělské usedlosti v Bílanech

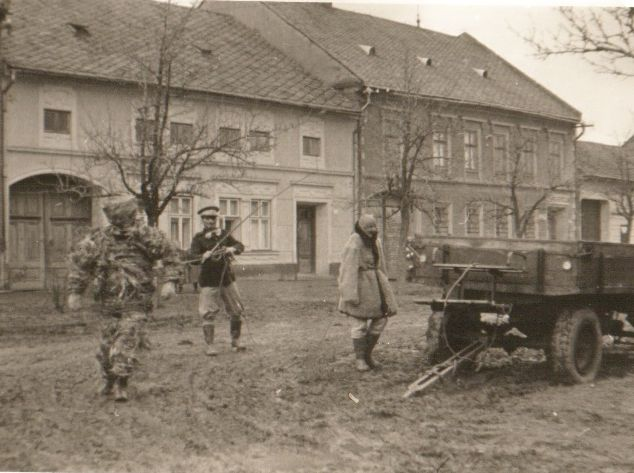
V pozadí masopustní scény (1963) jsou zachyceny usedlosti (zleva) č. p. 40 a 39 v podobě před přestavbou v 70. letech 20. století. Dům č. p. 39 je postaven ve stylu cihelné architektury přelomu 19. a 20. století a vyniká v zástavbě díky druhému obytnému patru. Dům č. p. 40 má typické hospodářské polopatro s malými ventilačními okénky. Zcela vpravo je znatelný dům č. p. 38, který hmotou odpovídá zástavbě 1. pol. 19. století.

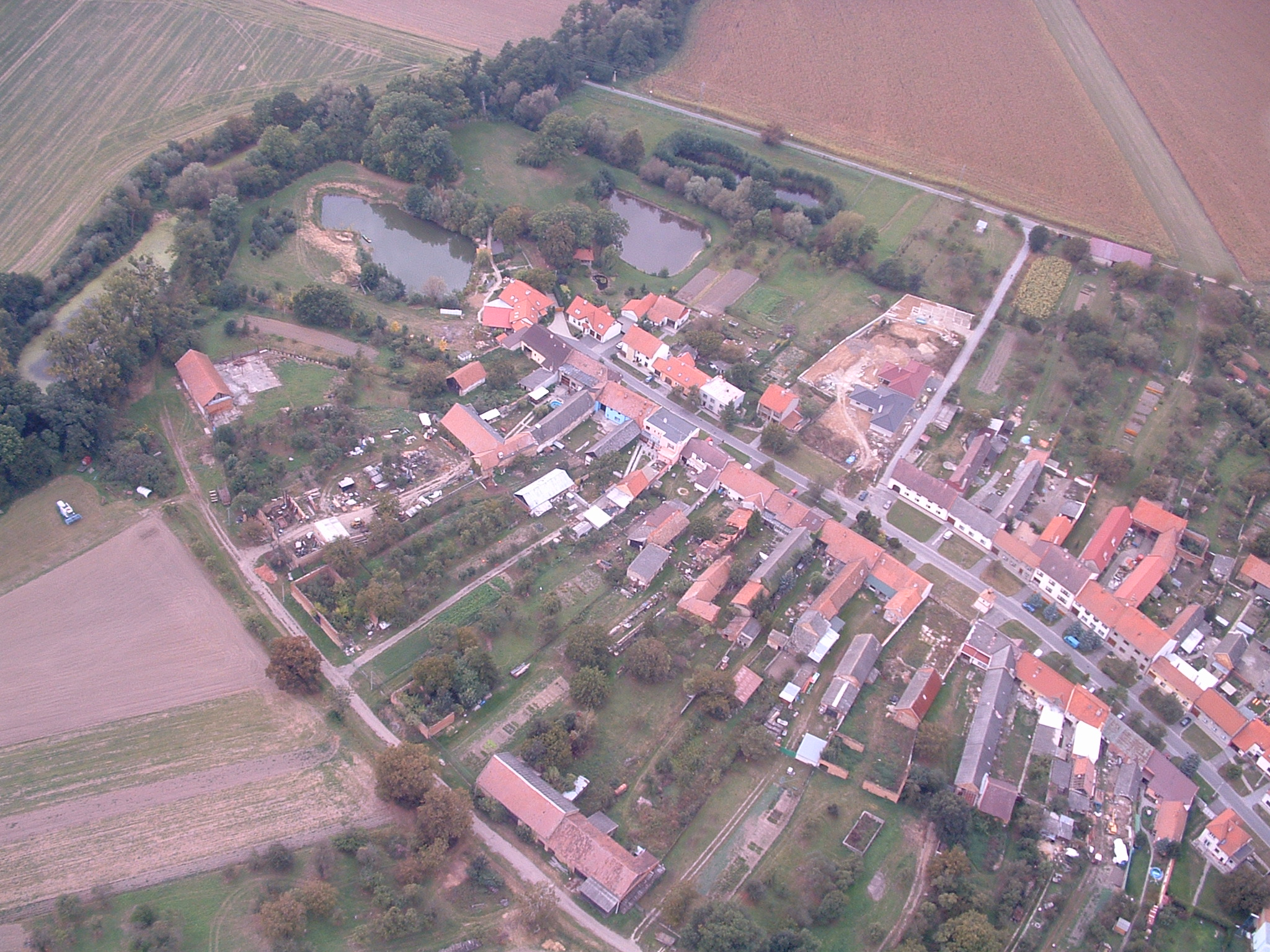
Bílany – letecká fotografie Dědiny (2009) dokumentuje počínající rozpad sídelní struktury hanácké vesnice. Zbouraný statek č. p. 1 nahrazuje ještě rozestavěná individuální zástavba tří rodinných domů příměstského typu, čímž je symbolicky završen vývoj vesnice s usedlostmi tradičního zemědělského charakteru. V dolní části snímku je zřetelný soubor zanikajících kamenných stodol vystavěných v době po požáru Dědiny (1867).

Etnograficky jsou Bílany součástí jihovýchodní Hané. Vývoj lidového domu v Bílanech lze až do 19. století popisovat pouze nepřímo. Jeho typologie bude pravděpodobně velmi podobná domům v Záhlinicích tak, jak je popisuje František Skopalík v Památkách obce Záhlinice (1885). Ze znalosti jeho díla vychází i Kajdoš, když popisuje podobu stavení v Bílanech, která sahala mimo paměť jeho vrstevníků: „bylyť domy ze dřeva a z válků, nízké s malými okénky“. Skopalík pak dále popisuje domy v 18. století jako jednotraktové, s nízkou doškovou střechou. Mezi domy byly odstupy, které se až druhotně dostavovaly krytými průjezdy a tak se propojovaly se sousedními staveními. Tento nízký typ hanáckého domu s doškovou střechou zanikl během 18. století, nejpozději při prvním velkém požáru 19. století v roce 1848. V roce 2016 byla zřejmě nejstarší zachovanou stavbou v Bílanech stodola usedlosti č. p. 4, která zaujme nízko nasazenou, lehkou vazbou střechy a štítovou dispozicí. Je dokladována už indikační skicou z roku 1830, která jinak zachycuje téměř kompletní náves v souvislé okapově orientované zástavbě bez mezer. Stavení měla typickou úhlovou dispozici. Do ulice byla okna světnice, síň a komora. Komory a někdy i síň se zejména počátkem 20. století adaptovaly na „véminky“. Výjimečně byl véminek přistavěn do uliční fronty vedle komor (statek č. p. 1). Na komoru směrem do dvora navazovala řada hospodářských stavení – maštal, chlévy. Dvůr byl ukončen průjezdnou kolnou, často postavenou na opačné straně parcely. V druhé polovině 19. století byl dvůr uzavřen sýpkou („rychta“ č. p. 40), zděnou kolnou, případně stodolou. Navazoval pruh zahrady, který na západní straně přecházel přes potok Stonáč a ten byl zakončen dřevěnou stodolou – humnem. Krytá humna vytvořila v některých úsecích souvislou zástavbu. Po požárech v 19. století byly stodoly vystaveny z kamene a z pálených cihel. Někteří usedlíci postavili nově stodolu na konci dvora, čímž jej uzavřeli. Tyto dva materiály se v neomítaném zdivu střídaly v pásech (žlutý pískovec, červená cihla), štíty a vnitřní příčky byly často dozdívány z nepálených vepřovic. Střechy byly kryty modrou břidlicí. Torza těchto stodol se zachovala do začátku 21. století, zejména za východní stranou Dědiny. Po požáru v roce 1848 byly střechy usedlostí znovu pokryty došky, což bylo také hlavní příčinou katastrofálního rozsahu následující katastrofy v roce 1868. Teprve po něm dochází ke změně krytiny na břidlici, eternit, později také pálené tašky. Chalupy na Bědachově byly povětšinou kryté slámou až do požáru v roce 1919. V této době zřejmě došlo také k navyšování obytných částí o horní polopatro, kde se uskladňovalo obilí a jiná úroda. Domy získaly zdobné klasicistní fasády se štukovými ornamenty, případně ve stylu cihelné neomítané architektury. Domy byly rozšířeny do dvora o druhý trakt, který většinou tvořila prostorná kuchyň, nahrazující dříve obvyklou kuchyň umístěnou ve dvorní části vstupní síně. Obytné místnosti získaly dřevěná třídílná okna s dvěma křídly a světlíkem. Výjimečně vzniklo namísto sýpky druhé obytné patro (dům č. p. 39). Alespoň zčásti obytné druhé patro se stalo normou v druhé polovině 20. století a tuto dispozici si zachovávají i na počátku 21. století. Patra byla v některých případech zvýšena, některé domy byly osazeny plochou střechou v 70. letech 20. století (domy č. p. 2 a 7). Postupně, během 20. století získaly usedlosti břízolitové fasády a široká troj a čtyřdílná kastlová okna. Dvory přestaly sloužit zemědělské činnosti a chovu hospodářských zvířat.

## Přírodní podmínky

### Geomorfologie, půdy
Bílany se nachází na jižním okraji Hornomoravského úvalu, území je tedy součástí oblasti Západních Vněkarpatských sníženin. Geologický podklad je tvořen pliocenními sedimenty a kvartérními náplavami řeky Moravy. Jílovité podloží se zde typicky střídá se štěrkovými vrstvami. Celé katastrální území je rovina s nadmořskými výškami od 188 do 193 m. Charakteristickým půdním typem jsou zde hluboké, těžké, nivní fluvizemně, pouze na SV katastru se nachází poměrně malá oblast ilimerizované luvizemně a JV od obce černice. V návaznosti na zastavěnou část obce často narážíme na antropogenní vrstvy půdy.

### Hydrologické poměry, vodní toky a povodně
Zcela zásadní vliv na hydrologii obce má řeka Morava, přestože přímo katastrem protékají pouze dva jiné, menší toky – potok Stonáč a Svinský potok. Řeka Morava se ovšem až do roku 1818 doširoka rozlévala od Kroměříže k Bílanům ve třech, při povodních až v sedmi ramenech. Právě časté povodně byly příčinou toho, že právě v úseku Kroměříž – Kvasice (tedy úsek řeky, který Bílany obloukem obtéká) byla řeka regulována jako historicky první úsek celého toku. Třetí rameno „Paclav“ teklo v místě dnešního dálničního nadjezdu směrem k Dolním zahradám (místní část Kroměříže), kde se doširoka vinulo kolem obce do lesa Zámečku. Jeho průběh je patrný na leteckých snímcích v polích kolem kroměřížské ulice Jožky Silného. Dnešní tůně Bezedník (Rezavka) a rybník Beňák jsou také zjevně pozůstatky těchto ramen.
Záplavy přicházející od řeky Moravy a jejích přítoků (zejména Moštěnky a Bečvy) byly a jsou zásadní přírodní silou, které do života obce zasahuje. Z písemných zmínek se dovídáme o povodňových událostech v letech 1661, 1714, 1729 („V dědině Bílanech tak vysoko se zvětšila že vodu ve všech domech měly, a dobytek jejich, u některých sousedův, v maštalách, a ve chlívech až po břicho státi jest musel, ano někteří museli dobytek svůj nahoru pod střechu vytahovati, jakožto zejména Jiří Doležal, Jiří Hrček, krávy své nahoru vytáhli a tam státi nechati museli.“), 1831 („obilí žňové bylo ve stodolách zaplaveno…“), 1845, 1903 („hrozné bouřky s lijáky způsobily záplavy Moravy, Bečvy a Moštěnky, které protrhly hráze a zaplavily pole až po válek – v červnu … na podzim téhož roku přikvačila nová zátopa, kdy voda se vlévala až do Stonáče.“), 1909, 1910, 1911 a poslední velká povodeň v roce 1997.
Potok Stonáč, který pramení u Břestu a asi 4 km JV od Bílan ústí do řeky Rusavy, obtéká obec ze západu. V celé své délce se vinul mnohými zákrutami a širokým korytem. Za zahradou domu č. p. 94 (dříve 36) se pravděpodobně rozdvojoval do dvou ramen (před rokem 1800) a jeho východní rameno obtékalo obec ze severu, aby se v bažinách jižně od obce doširoka větvilo. Pozůstatkem tohoto ramene byly dva rybníky zaniklé v 19. století – na místě dnešního parku před Bědachovem a druhý v místě dnešního „Béčáku“ a dále podél cesty k areálu bývalého JZD. Tok Stonáče od pramene až po les Zámeček byl napřímen v letech 1907–1911. Stejný osud postihl i Svinský potok, který tvoří katastrální hranici s k. ú. Hulín. Po scelení pozemků a důsledné melioraci polí v letech 1914–1919 se oba potoky staly hlavními melioračními svodnicemi a jejich zásobení vodou je velmi kolísavé. V letních obdobích většinou oba potoky zcela vysychají.

### Vývoj krajiny

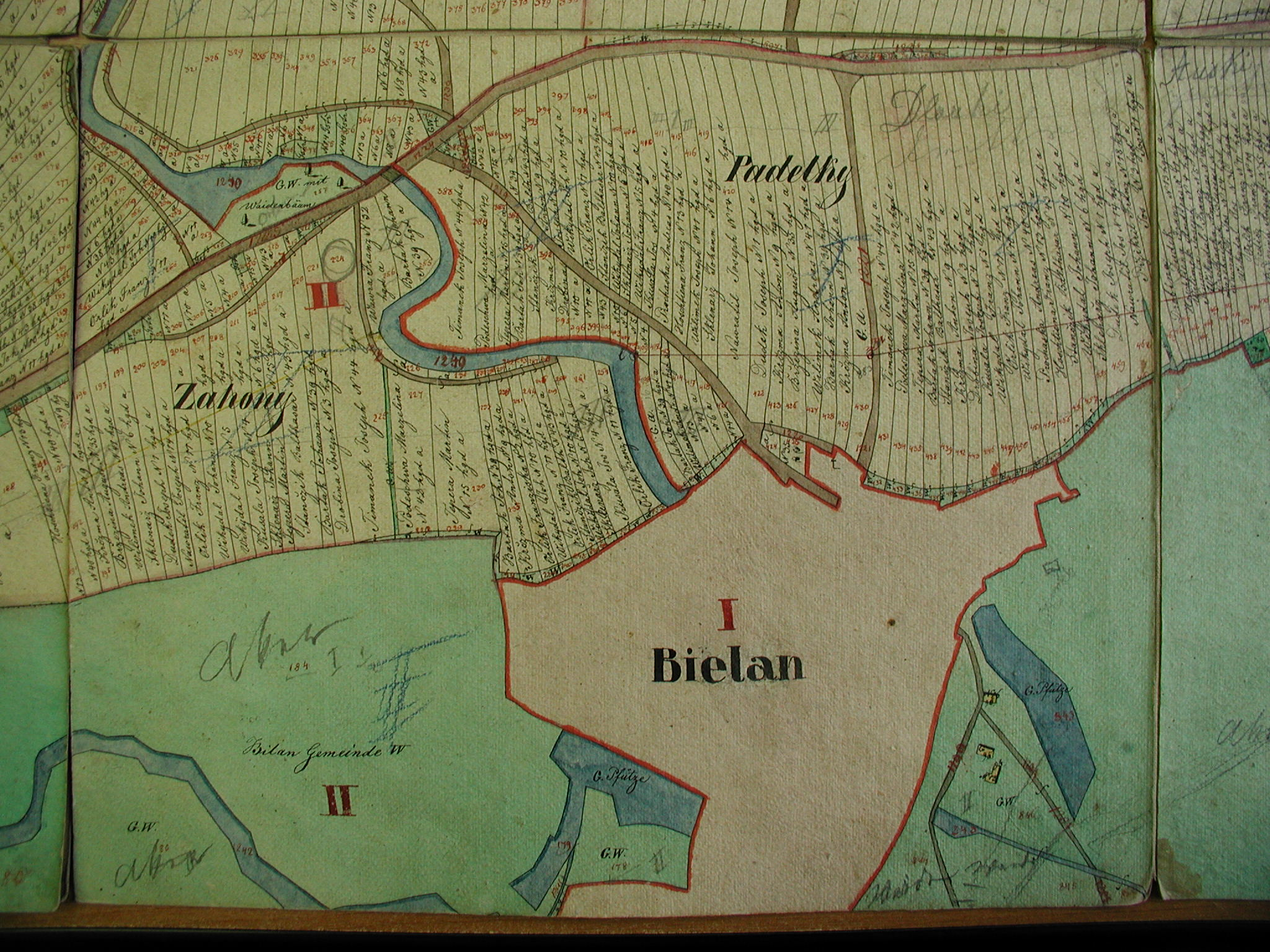
Výřez indikační skici Stabilního katastru (1830) ukazuje stav okolí Bílan na počátku 19. století. Obec je ze tří stran obklopena pastvinami a vodními plochami, pouze od severu se rozkládají pole.

Od nejstarších dob bylo určujícím využitím krajiny zemědělství. Převažovalo pěstování obilnin, luštěnin, posléze brambor a řepy. Co se týká chovu hospodářských zvířat, pak v Bílanech do první poloviny 19. století bylo chováno dvakrát více koní, než krav, na počátku 20. století už tomu bylo zcela obráceně, dále se chovala prasata, kozy, husy, kachny, slepice, holubi a včely. Právě chov koní spolu se schopností efektivně (racionálně) odvodňovat a obdělávat zdejší sice úrodnou, ale těžkou a chladnou půdu, se na rychlosti změn v krajině zásadně odrazil. Doplňkovým krajinotvorně významným hospodářským odvětvím bylo pěstování ovocných stromů v zahradách. Mapy stabilního katastru z let 1830 a 1873 zaznamenávají velmi dynamický vývoj v první polovině 19. století ovlivněný právě zemědělstvím. Mezi levým břehem prvního ramene Moravy pod kroměřížskou Vodní bránou a vsí Bílany se před rokem 1830 rozkládal široký pás měkkého luhu s močály, toulavými pastvinami, slepými rameny. Nacházel se zde také les Ragač. Pastviny byly lemovány haťovými ploty, porosty vrb a olší, důležité majetkové hranice byly vyznačeny staletými „obkopanými duby“. Vodní toky a ramena byly lemovány hlavatými vrbami (říkalo se jim „hanácké palmy“), které sloužily jako obnovitelná zásobárna proutí na výrobu hatí, oplet, plotů, opravy hrází a cest. Podobný obraz krajiny lze taktéž nalézt z východu mezi Bílany, Záhlinicemi, Hulínem, Skašticemi a Břestem, kde krajinný ráz určovaly tři potoky, dnešní Svinský potok, Němčický potok a jihozápadně od Hulína potok Žabínek. Pole se nacházela jen na menší části katastru obce, je to zhruba území mezi východní částí obce a dálnicí D1. Ale už na katastrální mapě z roku 1873 jsou vidět zásadní změny. Pastviska od východu i západu obce se postupně měnila v pole, což umožnila postupná regulace řeky Moravy v letech 1819–1821 a Moštěnky a Bečvy v roce 1896. Slepá ramena byla již z velké části vysušena a zasypána, případně obklopena úzkými podíly polí. Poměr polí a pastvin se během těchto padesáti let obrátil definitivně ve prospěch polností. Pastviny se již nachází jen na ojedinělých parcelách, orná půda již obklopuje celou vesnici kol dokola. Topografická značka bažiny se vytratila z většiny ploch katastru. Roku 1881 oddělil obec od Bílanského lesa násep železniční trati Kojetín – Valašské Meziříčí. Pozůstatky ramen Moravy byly v souvislosti s jeho stavbou doprovozeny protipovodňovými valy, dnes jejich zachované úseky nesou pojmenování „Válek“. Opravdu revoluční změna krajiny však proběhla v letech 1907–1911 tzv. „scelováním pozemků“. Došlo k narovnání vodních toků, novému trasování cest, budování přímých melioračních příkopů, a zasypání a odvodnění četných terénních depresí. Později, po roce 1918 došlo také na parcelaci nových stavebních míst mimo historickou zástavbu obce (tzv. Padělky). Vývoj zemědělství po druhé světové válce pak přinesl velkoplošné hospodaření socialistických jednotných zemědělských družstev, jejichž činností vznikla dnešní jednotvárná tvář zdejšího koutu Hané. Pozitivní z pohledu krajiny byla výsadba topolových větrolamů, které dnes sice postupně zanikají, ale můžeme je chápat jako jednu z prvních reakcí na jeden ze zásadních problémů, které odvodnění a zplanýrování Hané přineslo, a sice větrnou erozi půdy. Na její důsledky upozorňuje už ve 20. letech 20. století Josef Vykydal v Kronice obce Bílany: „Za silných větrů na jaře bývá odnášena z polí prsť do příkop a k Válku, kde tvoří závěje jako sníh. Před odvodněním se to nestávalo.“ Na počátku 21. století zasáhla podstatně do krajinného obrazu Bílan liniová stavba dálnice D1, která přetíná katastr asi 500 m od severního okraje zástavby obce.

## Pamětihodnosti

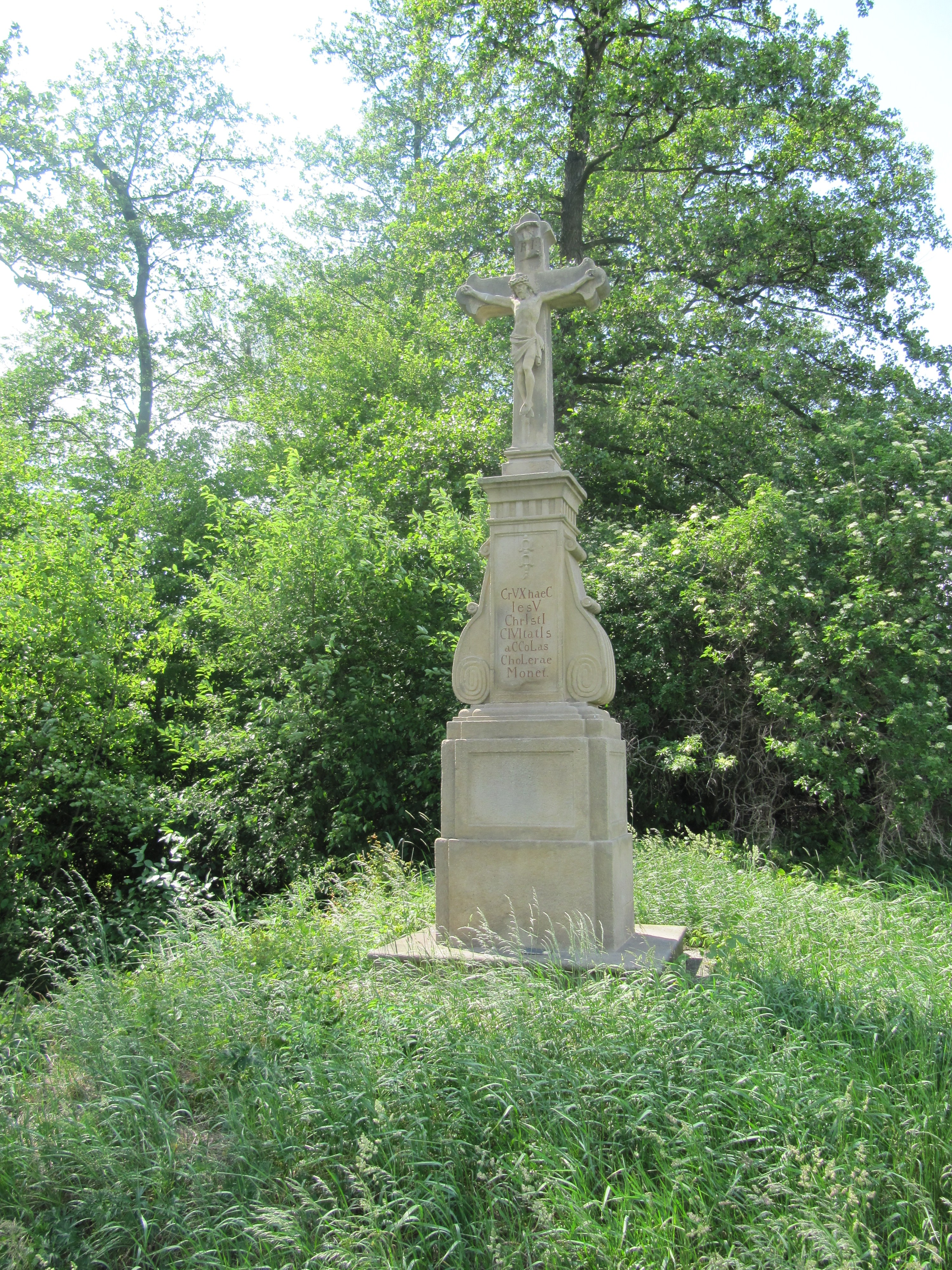
„Kříž u Stonáče“ na náspu zvaném „Válek“ vztyčený na paměť cholery v roce 1831

- Kamenný kříž u Stonáče s chronogramem z roku 1831 je kulturní památka zapsaná v seznamu kulturních památek pod číslem 101316.
- Bílanská škola postavená roku 1860
- Kříž u bývalé školy z roku 1872
- Kříž na hřbitově z roku 1900
- Kříž na polní cestě směrem na Skaštice z roku 1899
- Hřbitov s márnicí a centrálním křížem, vybudován roku 1900

## Obyvatelstvo

### Struktura
Vývoj počtu obyvatel za celou obec i za jeho jednotlivé části uvádí tabulka níže, ve které se zobrazuje i příslušnost jednotlivých částí k obci či následné odtržení.
| Místní části   | Místní části | 1869 | 1880 | 1890 | 1900 | 1910 | 1921 | 1930 | 1950 | 1961 | 1970 | 1980 | 1991 | 2001 | 2011 |
| -------------- | ------------ | ---- | ---- | ---- | ---- | ---- | ---- | ---- | ---- | ---- | ---- | ---- | ---- | ---- | ---- |
| Počet obyvatel | část Bílany  | 362  | 391  | 451  | 457  | 422  | 446  | 448  | 328  | 308  | 296  | 266  | 284  | 292  | 306  |
| Počet domů     | část Bílany  | 63   | 65   | 68   | 71   | 73   | 76   | 81   | 84   | 81   | 77   | 78   | 104  | 93   | 107  |

### Významní rodáci
V katastru obce v lokalitě Zámeček se roku 1838 narodil Ferdinand Stolička, v jižní Asii působící přírodovědec, jenž zesnul roku 1874 v Himálaji. Jeho jméno nosí několik živočišných druhů a také ostrov v Severním ledovém oceánu. Na jeho rodném domě je umístěna pamětní deska.
V Bílanech se narodil i Miroslav Ambro (1934–1964) český kameraman a režisér dabingu české televize v Brně. Po svém tragickém úmrtí byl pohřben na místním hřbitově.

## Odkazy

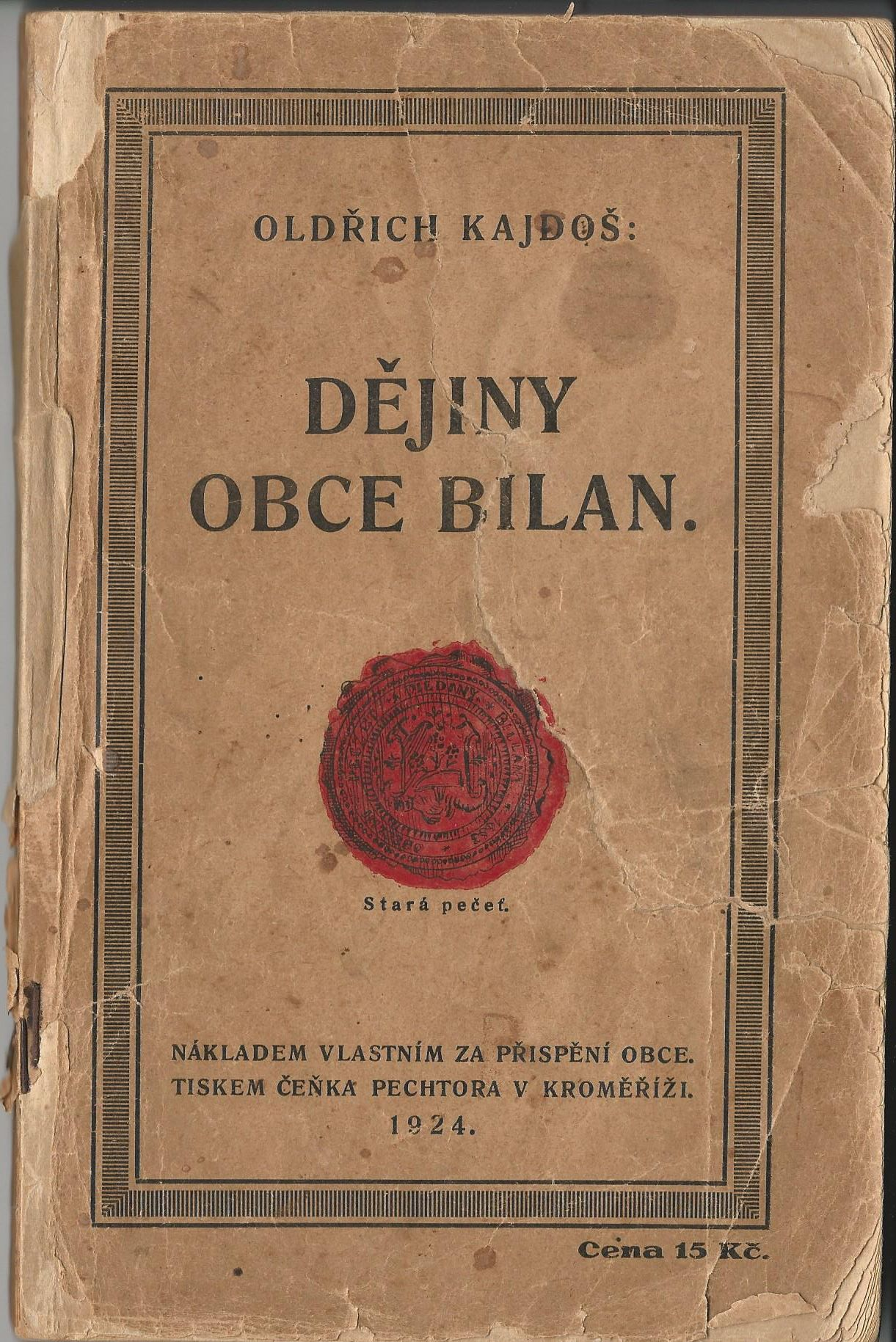
Kniha Oldřicha Kajdoše Dějiny obce Bilan (1924) je unikátním zdrojem poznání historie jinak malé moravské vesnice. Na jejím vzniku se výrazně podílel bílanský rodák Alois Večerka (1885–1919), který pořídil opisy základních dokumentů k historii obce, jako jsou gruntovní knihy, matriky, obecní a farní kroniky a přeložil je do češtiny.